# William von Wirén
William von Wirén (ur. 11 września 1894 w Suuresadama, zm. 23 listopada 1956 w Sztokholmie) – estoński żeglarz występujący na letnich Igrzyskach Olimpijskich w Amsterdamie w 1928 r.
Był członkiem estońskiej łodzi Tutti V, której załoga zdobyła dla Estonii brązowy medal w klasie 6 metrów.
Zdobył także złoty medal w mistrzostwach Europy w żeglarstwie lodowym w 1933 r. i brązowy w mistrzostwach świata w 1936 r.